# Kentoku
Kentoku (japanisch 建徳) ist eine japanische Ära (Nengō) von August 1370 bis Oktober 1372 nach dem gregorianischen Kalender. Der vorhergehende Äraname ist Shōhei, die nachfolgende Ära heißt Bunchū. Die Ära fällt in die Regierungszeit des Kaisers (Tennō) Chōkei.
Der erste Tag der Kentoku-Ära entspricht dem 16. August 1370, der letzte Tag war der 29. Oktober 1372. Die Kentoku-Ära dauerte drei Jahre oder 806 Tage.

## Ereignisse
- 1372 Kikuchi Takemasa wird beim Angriff auf Imagawa Nakaaki am Ebishi-dake in der Provinz Hizen besiegt